# Julian Brandt
Julian Brandt (* 2. Mai 1996 in Bremen) ist ein deutscher Fußballspieler. Der Offensivspieler verließ bereits im Jugendalter seine Geburtsstadt und kam über den VfL Wolfsburg zu Bayer 04 Leverkusen, wo er sich im Profifußball durchsetzte und deutscher Nationalspieler wurde. Er gewann zudem mit der Olympiaauswahl bei den Olympischen Sommerspielen 2016 die Silbermedaille. Seit der Saison 2019/20 spielt er für den Bundesligisten Borussia Dortmund.

## Karriere

### Vereine

#### Anfänge
Brandt begann seine Karriere in den Jugendmannschaften des SC Borgfeld und des FC Oberneuland. Zur Saison 2011/12 wechselte er in das Nachwuchsleistungszentrum des VfL Wolfsburg. Bei den Niedersachsen wurde er zunächst in der U17 eingesetzt; dort erzielte er in der B-Junioren-Bundesliga 14 Treffer in 25 Spielen. Zur Saison 2012/13 rückte Brandt in die U19 auf. In seiner ersten Saison in der A-Junioren-Bundesliga erzielte er in 23 Spielen in der regulären Saison 13 Tore. In der Endrunde, an deren Schluss Brandt mit seinem Team die Meisterschaft im Finale gegen Hansa Rostock gewann, erzielte er ein weiteres Tor in drei Einsätzen. In der Hinrunde der Saison 2013/14 markierte er in 14 Spielen sechs weitere Treffer.

#### Bayer 04 Leverkusen
Zur Winterpause der Spielzeit 2013/14 wechselte Brandt zu Bayer 04 Leverkusen. Er unterschrieb einen bis zum 30. Juni 2019 laufenden Profivertrag. Am 15. Februar 2014 (21. Spieltag) kam er bei der 1:2-Niederlage im Heimspiel gegen den FC Schalke 04 zu seinem ersten Bundesliga-Einsatz, als er in der 82. Spielminute für Heung-Min Son eingewechselt wurde. Am 18. Februar 2014 gab er sein Europapokaldebüt im Achtelfinalhinspiel in der Champions League gegen Paris Saint-Germain, in dem er zur zweiten Halbzeit eingewechselt wurde. In seinem siebten Bundesligaspiel für Leverkusen erzielte er bei der 1:2-Niederlage im Auswärtsspiel beim Hamburger SV am 4. April 2014 (29. Spieltag) mit dem Treffer zum 1:1 in der 58. Minute sein erstes Bundesligator. Am 7. Dezember 2016 erzielte er im Heimspiel gegen die AS Monaco mit dem Treffer zum 2:0 sein erstes Champions-League-Tor. Ab der Saison 2016/17 gehörte er endgültig zu den Stammkräften im Team.
Seine Vertragslaufzeit bei Bayer 04 Leverkusen wurde Anfang April 2018 vorzeitig bis Mitte 2021 verlängert.
In seiner letzten Saison für Bayer lieferte Brandt die meisten Torvorlagen  und hatte als Lenker im offensiven Mittelfeld erheblichen Anteil am Erreichen des vierten Platzes, mit dem sich die Mannschaft für die Champions League qualifizieren konnte.
Im Rahmen von Football Leaks wurde bekannt, dass Brandts Vater Jürgen im Zuge der Vertragsunterzeichnung mit Bayer Leverkusen selbst einen Vertrag mit dem Verein ausgehandelt habe, der ihm zuerst 300.000 Euro sowie für jede weitere Saison, die sein Sohn in Leverkusen spiele, je bis zu 250.000 Euro habe einbringen sollen.

#### Borussia Dortmund

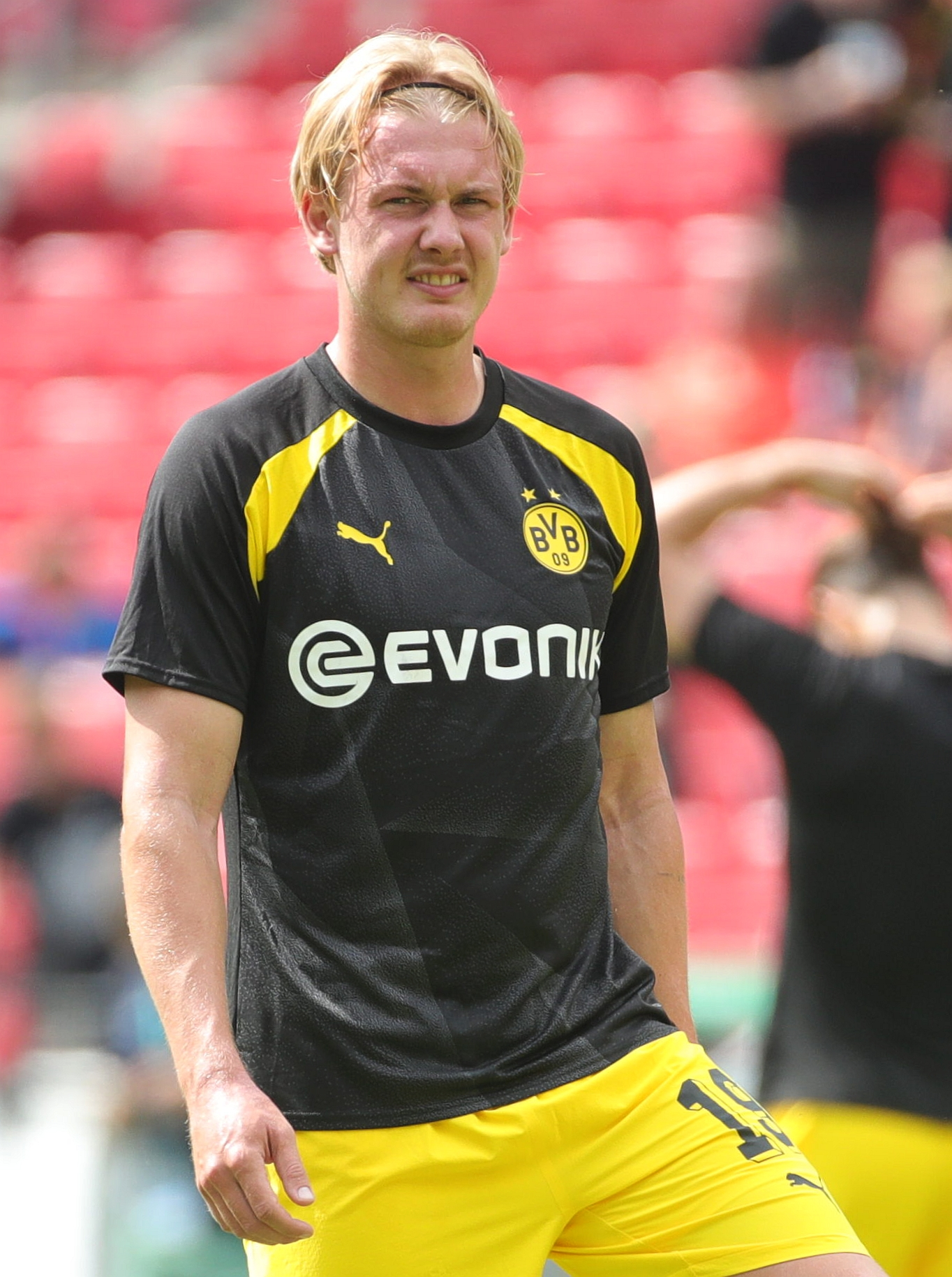
Brandt im Trikot des BVB (2023)

Zur Saison 2019/20 wechselte Brandt zu Borussia Dortmund. Er erhielt einen bis zum 30. Juni 2024 laufenden Vertrag. Im August 2019 gewann Brandt seinen ersten Titel mit dem Verein, als der Doublesieger der Vorsaison, der FC Bayern München, mit 2:0 im DFL-Supercup besiegt wurde. Am 1. Spieltag stand der Mittelfeldspieler nach einer Einwechslung erstmals für den BVB in der Bundesliga auf dem Feld und traf zum 5:1-Endstand gegen den FC Augsburg. Anfangs setzte Cheftrainer Favre den Norddeutschen, der aufgrund des höheren Leistungsniveaus mit Anpassungsschwierigkeiten zu kämpfen hatte, auf den Flügeln ein, bis dieser schließlich im Mittelfeld die Rolle fand, die er schon in Leverkusen überzeugend ausgefüllt und die eigentlich Mario Götze vor seinem Leistungstief innegehabt hatte. Mal zentral, mal offensiv, war Brandt, der sich ab November 2019 als Stammspieler etablieren konnte, bald ein Fixpunkt im Spielaufbau der Mannschaft. Während Mitspieler wie Axel Witsel hinter ihm für Ruhe und Ordnung sorgten, war es Brandts Aufgabe, offensive Akzente zu setzen und die Stürmer und Flügelspieler zu bedienen. Nach dem verletzungsbedingten Ausfall des Spielführers Marco Reus begann der Offensivspieler auch, dessen wichtige Position als letzter Mann hinter dem zumeist alleine agierenden Stürmer einzunehmen. Er wurde mit dem BVB Vizemeister und konnte 20 Scorerpunkte sammeln.
Zwischen Sommer und Winter 2020 war Brandt häufig nur als Einwechselspieler aktiv. Favre setzte ihn im zentralen wie im offensiven Mittelfeld ein, versetzte ihn aber auch auf den Flügel oder aufgrund einer Verletzung von Erling Haaland gar in die Sturmspitze. Geschuldet war diese Rotation unter anderem der Rückkehr von Marco Reus wie auch einer starken Vorbereitung des Neuzugangs Jude Bellingham sowie des Nachwuchsspielers Giovanni Reyna. In 22 Spielen konnte Brandt, der nicht mehr richtig ins Spiel zu finden schien, so nur zwei direkte Torbeteiligungen vorweisen, nach der Winterpause verblieb er nach dem Wechsel von Lucien Favre zu Edin Terzić gar erstmals über die volle Spielzeit auf der Bank. Der Spiegel identifizierte im Gegensatz zur Vorsaison die Rolle des Spielers als „Freigeist und Individualist“ nun als dessen Schwäche. Zu häufige Ballverluste seinerseits hätten dem Team bereits im Vorjahr zu viele Gegentore beschert, nach einer erfolgreichen Umstellung Favres auf ein defensiver ausgerichtetes Spielsystem wurden Brandt in der Mittelfeldzentrale neben Bellingham dann auch Axel Witsel, Thomas Delaney und Reyna vorgezogen. Zu Brandts Formkrise äußerten sich mit Michael Ballack („Er macht viel zu wenig aus seinen Möglichkeiten“) und Dietmar Hamann („Es ist frustrierend, dass so ein talentierter Spieler seit einigen Wochen gar keinen Einfluss auf Spiele nimmt“) zwei ehemalige Nationalspieler. Mit den Worten „Wir wissen alle, dass Julian besser spielen kann, als er es zuletzt getan hat. Wichtig ist dabei, dass er weiter an sich arbeitet und an sich glaubt. Wir stehen dahinter und hoffen, dass Brandt bald wieder die alte Sicherheit hat in seinem Spiel, die ihn ausgezeichnet hat.“ wurde Dortmunds Sportdirektor Michael Zorc hingegen deutlicher. Aus der Situation resultierende Wechselgerüchte dementierte Zorc dann auch im Vorfeld des 15. Spieltags, nachdem beispielsweise der FC Arsenal ein generelles Interesse bekundet hatte. Nach Nominierungen in drei Halbserien in Folge berücksichtigte der kicker Brandt in der Spielzeit 2020/21 nicht in seiner Rangliste des deutschen Fußballs. Mit dem BVB gewann er die letzten sieben Bundesligaspiele, wobei er in einem derer nicht zum Einsatz kam, und verdiente sich zwei Scorerpunkte. Neben dem so erneut realisierten Einzug in die Champions League gelang dem Offensivspieler mit seinen Mitspielern der Gewinn des DFB-Pokals; im Endspiel blieb ihm aber nur eine taktische Einwechslung eine Minute vor Spielschluss.
In der Spielzeit 2021/22 steigerte sich Brandt wieder in seinen Leistungen und steuerte letztendlich 19 direkte Torbeteiligungen bei. Unter dem neuen Trainer Marco Rose wechselte er zwischen dem offensiven Mittelfeld und dem rechten Flügel, nachdem vor allem auf letzter Position der vormalige Leistungsträger Jadon Sancho eine Lücke hinterlassen hatte, als er nach England wechselte. Zweimal benotete ihn der kicker in der Bundesliga mit der Note 1,5 und kürte ihn hierbei beim 6:1 gegen den VfL Wolfsburg zum besten Spieler des Spiels. In dieser Partie bereitete Brandt zwei Treffer vor, was ihm auch gegen Fürth und den SC Freiburg gelang. Darüber hinaus traf der Offensivspieler zweimal doppelt und entschied so das Aufeinandertreffen mit dem VfB Stuttgart (2:0) und sicherte auch im Rückspiel gegen Greuther Fürth (3:1) drei Punkte für sein Team. Brandt und der BVB verfehlten jedoch selbst gesteckte Saisonziele, als beispielsweise die Meisterschaft aufgrund eines Rückstands von acht Zählern auf Bayern München nicht errungen wurde. Im Pokal-Achtelfinale schied Dortmund als Titelverteidiger gegen den Zweitligisten FC St. Pauli aus (eine Runde zuvor hatte Brandt beide Tore gegen Ingolstadt vorbereitet) und in der Champions League war bereits nach der Gruppenphase das Turnier für die Mannschaft vorbei. Um weiterhin im Europapokal verbleiben zu können, hätte sich Borussia Dortmund mit seinem Spieler in der Zwischenrunde der Europa League gegen die Glasgow Rangers durchsetzen müssen. Doch einem 2:4 im Hinspiel folgte ein 2:2-Unentschieden im Rückspiel, woraufhin für den Verein die Europapokalsaison beendet war. Bei der Niederlage gegen die Schotten erhielt Brandt gemeinsam mit Dan-Axel Zagadou und Marco Reus eine 5,5 und somit die schlechteste Note aller Akteure. Unter anderem hatte er bei einem Eckball seinen Gegenspieler nicht ausreichend gedeckt, was zu einem Gegentreffer führte. Während einige Dortmunder Spieler beim Unentschieden ihre Leistungen hatten verbessern können, gehörte Brandt laut dem Fachmagazin erneut zu den schwächsten Spielern, diesmal zusammen mit seinem Gegenstück auf der Außenbahn, Thorgan Hazard. Brandt foulte nach gut 20 Minuten einen Spieler Glasgows an der Strafraumgrenze und verursachte somit einen Strafstoß, der verwandelt werden konnte.
In der Folgesaison hielt Brandt sein Niveau konstant, sammelte erneut 19 Scorerpunkte und bewies wieder vor allem auf Ligaebene seine Wichtigkeit für sein Team. Nach einer Hinserie mit sechs Niederlagen gelang dem Offensivspieler und dem BVB eine Rückrunde mit 12 Siegen, vier Unentschieden und einer Niederlage, phasenweise gewann man sechsmal in Serie. Während Brandt zwischen dem 19. und dem 22. Spieltag jeweils einmal traf, war der VfL Wolfsburg erneut sein „Lieblingsgegner“ und beim 6:0 gegen die Niedersachsen leistete er drei Assists. Am Ende stand Dortmund nach einem 2:2 gegen Mainz 05 punktgleich mit dem FC Bayern auf dem zweiten Platz und verpasste so noch die bereits sicher geglaubte Meisterschaft. In seiner fünften Spielzeit für Dortmund, 2023/24, spielte Brandt in der Hinrunde auf einem noch höheren Leistungsniveau. Vom 2. bis zum 9. Spieltag war er stets an einem Tor direkt beteiligt und inklusive des 1. Spieltags verlor er bis dahin auch mit seiner Mannschaft nicht. Dann folgten zwei bittere Niederlagen gegen die direkten Konkurrenten Bayern München und VfB Stuttgart sowie nur zwei Siege aus sechs Partien. Nach Abschluss der Hinrunde stand Brandt, der mit dem BVB in der Königsklasse Gruppensieger wurde, bereits bei wettbewerbsübergreifenden 16 Scorerpunkten und wurde vom kicker in die nationale Klasse für offensive Mittelfeldspieler einsortiert. Am Saisonende stand Brandt bei 26 Scorerpunkten und war so noch vor dem Mittelstürmer Niclas Füllkrug, der allerdings nicht von Saisonenbeginn an beim BVB spielte, der leistungsstärkste Angreifer der Mannschaft. Beispielsweise sicherte er mit zwei Vorlagen ein 2:1 gegen Werder Bremen, in der Champions League schoss Brandt ein Tor beim Aufeinandertreffen mit Atlético Madrid. Während Brandt mit dem BVB Fünfter wurde und sich aufgrund einer Reform der UEFA trotz dessen in der Folgesaison für die Champions League qualifizierte, scheiterten Verein und Spieler im Finale am Rekordsieger Real Madrid (Endstand 0:2).

### Nationalmannschaft

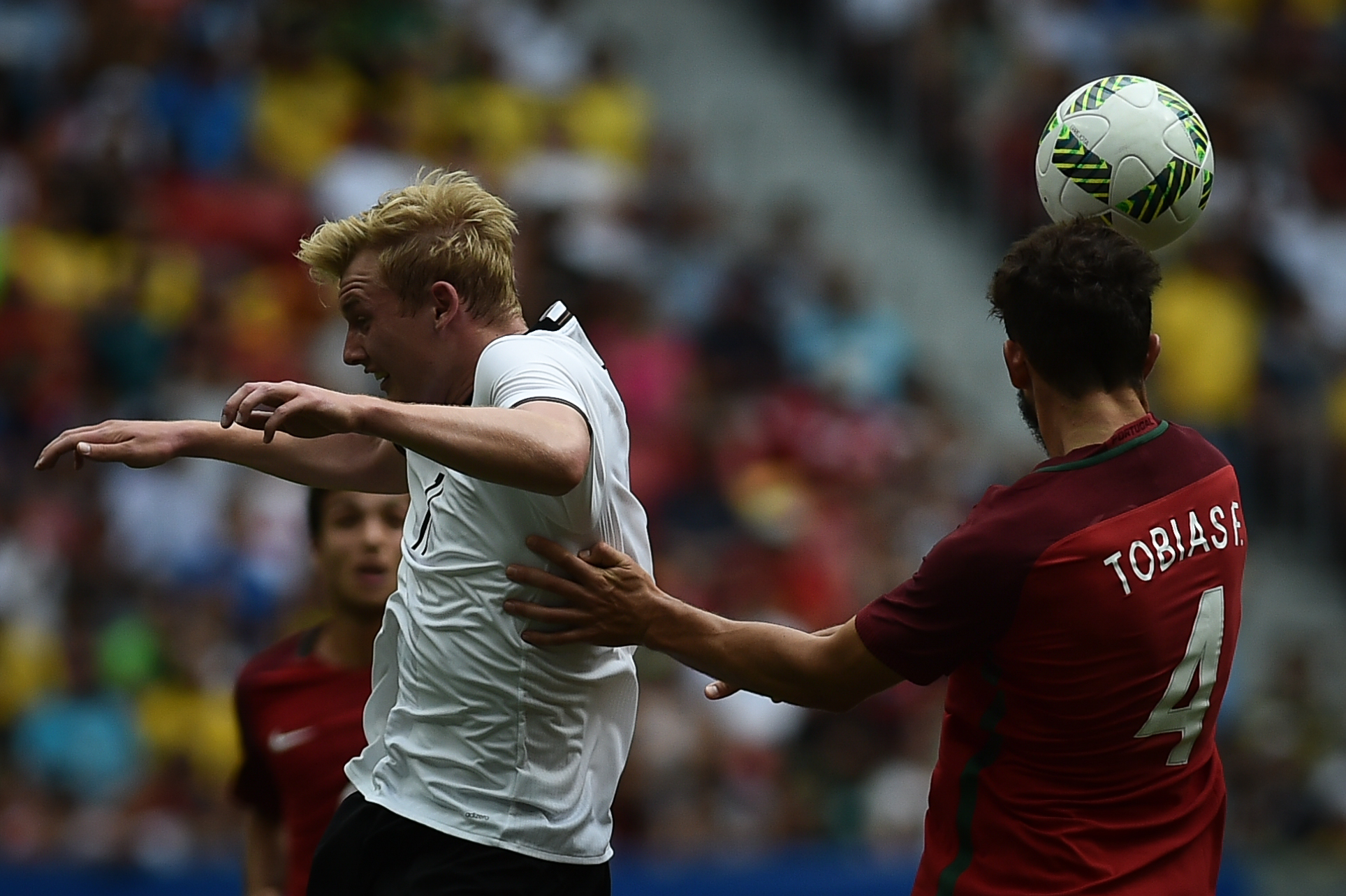
Brandt (links) im Viertelfinale des olympischen Fußballturniers gegen Portugal, 2016

Am 17. Mai 2016 wurde Brandt von Bundestrainer Joachim Löw erstmals für die A-Nationalmannschaft nominiert. Er gehörte zu den 27 Spielern für den vorläufigen DFB-Kader für die EM in Frankreich. Am 29. Mai 2016 gab er sein Debüt im Freundschaftsspiel gegen die Slowakei, in dem er zur zweiten Halbzeit für Mario Gómez eingewechselt wurde. In den endgültigen EM-Kader wurde er jedoch nicht übernommen.
Am 15. Juli 2016 erhielt Brandt die Berufung in den Kader des DFB für die Olympischen Sommerspiele in Rio de Janeiro. In allen sechs Spielen wurde Brandt über die volle Spieldistanz aufgeboten und gewann am Ende mit der DFB-Auswahl die Silbermedaille. Ihm gelang zwar kein Tor, dennoch konnte er sich an neun der 22 Turniertreffer als Vorlagengeber beteiligen. Im Viertelfinale gegen Portugal wurde er zum Spieler des Spiels ernannt. Am 1. November 2016 wurde ihm zusammen mit der Olympiafußballmannschaft das Silberne Lorbeerblatt verliehen.
Brandt wurde für die im Juni und Juli 2017 stattfindenden Länderspiele inklusive des Konföderationen-Pokals in Russland in das Aufgebot der deutschen Mannschaft berufen. Beim 7:0-Sieg gegen San Marino am 10. Juni 2017 im Qualifikationsspiel für die WM 2018 erzielte er seinen ersten Treffer für die A-Nationalmannschaft. Beim daran anschließenden Konföderationen-Pokal kam er in drei der fünf Spiele zum Einsatz und gewann letztlich mit Deutschland durch den 1:0-Sieg im Finale gegen Chile den Titel.
Für die Weltmeisterschaft 2018 wurde er in den endgültigen Kader berufen. Sein WM-Debüt gab er im ersten Gruppenspiel bei der 0:1-Niederlage gegen Mexiko, als er in der 86. Minute für Timo Werner eingewechselt wurde. Auch in den beiden anderen Gruppenspielen der Weltmeisterschaft wurde Brandt spät eingewechselt – gegen Schweden und Südkorea kam er in der 87. bzw. 78. Minute jeweils für Jonas Hector aufs Feld. Nach der Gruppenphase stand Deutschland auf dem letzten Platz und schied damit erstmals in der Historie des Deutschen Fußball-Bundes in der Vorrunde einer Fußball-Weltmeisterschaft aus.
Im November 2022 wurde Brandt von Bundestrainer Hansi Flick in den Kader für die WM in Katar berufen. Er hatte im offensiven Mittelfeld das Nachsehen gegenüber Thomas Müller, Kai Havertz und Mario Götze und kam für die Mannschaft, die nach der Gruppenphase ausschied, nicht zum Einsatz.

## Erfolge

### Vereine
VfL Wolfsburg
- Deutscher A-Jugend-Meister: 2013

Borussia Dortmund
- DFB-Pokalsieger: 2021
- DFL-Supercupsieger: 2019

### Nationalmannschaft
A-Nationalmannschaft
- FIFA-Konföderationen-Pokalsieger: 2017

U-Nationalmannschaften
- U19-Europameister: 2014
- Olympische Silbermedaille: 2016
- U17-Vizeeuropameister: 2012

## Auszeichnungen und Rekorde
- Fritz-Walter-Medaille 2013 in Silber (Kategorie: U17-Nachwuchsspieler)[28]
- Fritz-Walter-Medaille 2014 in Gold (Kategorie: U18-Nachwuchsspieler)
- Meiste aufeinanderfolgende Bundesligaspiele eines U20-Spielers mit mindestens einem Tor: 6[29]
- Spieler des Monats der Fußball-Bundesliga: Februar 2019, Januar 2023 und Februar 2023
- Einwechselspieler mit dem frühesten Bundesliga-Tor[30]